# Robert Rickmers
Robert Rickmers (* 21. September 1864 im Château des Asnières, Dorf Belluire im Département Charente-Maritime, Frankreich; † 1. Juli 1948 in Bremen-Oberneuland) war ein deutscher Werftbesitzer, Reeder und Reiskaufmann.

## Biografie
Robert Rickmers war der Sohn von Peter Rickmers (1838–1902) aus der Rickmersdynastie und Enkel von Rickmer Clasen Rickmers (1807–1886). Er war verheiratet mit der Schauspielerin Lily Lehmann (1869–1936). Seit 1897 wohnten beide auf dem Landsitz Hodenberg in Oberneuland.
Die Schule besuchte er in einem Internat. Seine Lehre absolvierte er bei seinem Onkel Andreas Rickmers (1835–1924). Er wirkte für einige Zeit in Hinterindien und Ostasien. 1894 wurde er Mitglied im Vorstand der Rickmers Reismühlen Rhederei und Schiffbau AG mit der Rickmers-Werft, der Rickmers Reederei und der Rickmers Reismühlen GmbH. Seit 1901 war er Geschäftsführer der im gleichen Jahr von Rickmers und Nielsen gegründeten Reis und Handels-Actien-Gesellschaft und zugleich Leiter der Fabrik in der Grünenstraße.

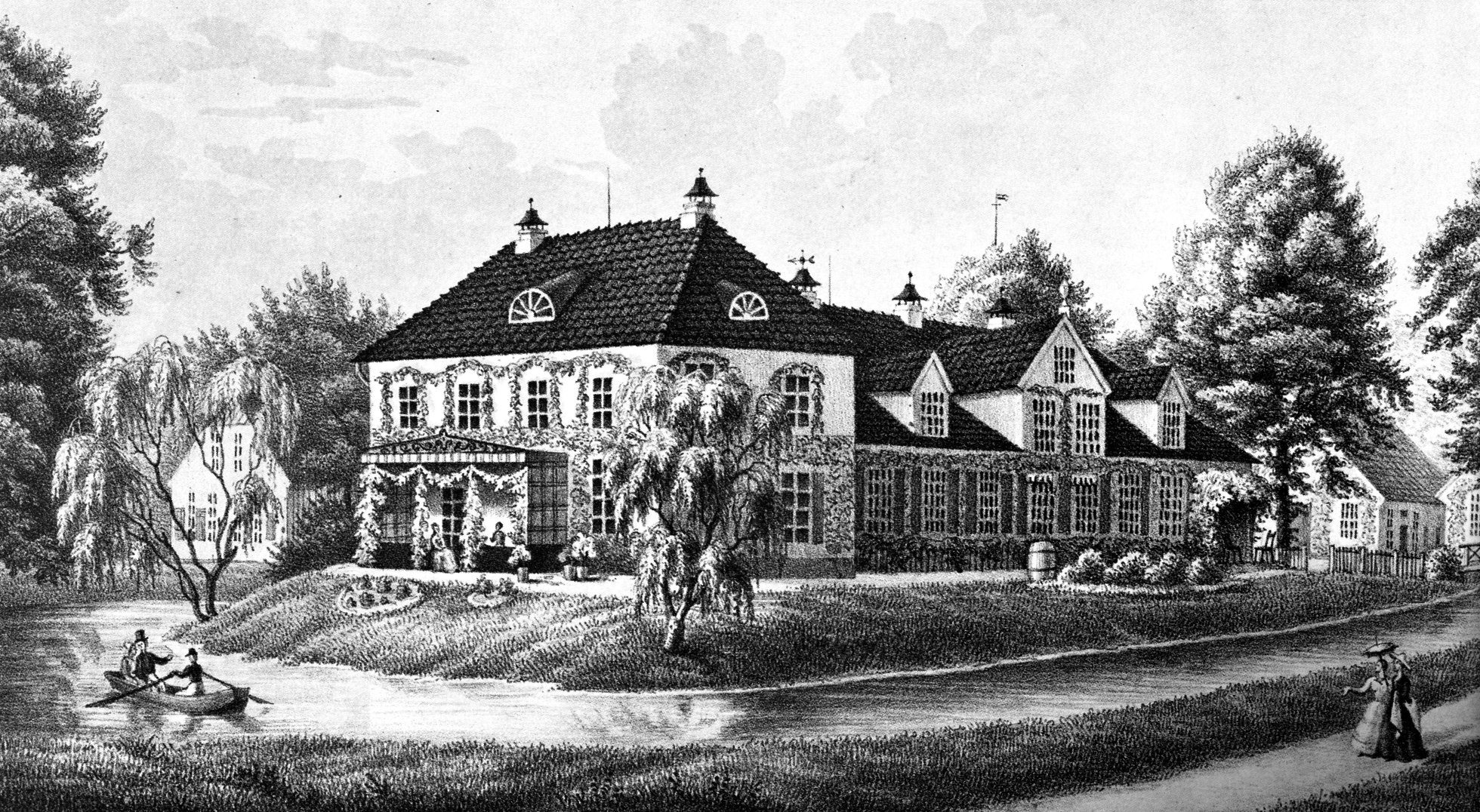
Gut Hodenberg in einer Lithografie aus dem Jahre 1845

Gut Hodenberg, welches 1149 erste Erwähnung fand, war von 1897 bis 1948 im Besitz von Rickmers. Seine Frau ließ eine Freilichtbühne einrichten. Das Gut war Treffpunkt für viele Künstler. Ernst Müller-Scheeßel, Th. Hermann, Albert Ritterhoff und Heinrich Vogeler haben hier gewirkt. Rickmers wandelte 1936 das Haus zur  Stiftung Der Hodenberg, welche 1948 dann in die Stiftung zur Pflege der niedersächsischen Heimatliebe überging.
Sein Grab befindet sich auf dem Osterholzer Friedhof.
Die Rickmersstraße in Bremen-Oberneuland wurde nach ihm benannt. Außerdem trug eine Viermastbark seinen Namen. Dieses Schiff wurde im Jahr 1905 vor einem Seegericht für verschollen erklärt. Die 26 Mann Besatzung samt dem Kapitän Winkler sind zuletzt 1904 im Südchinesischen Meer gesichtet worden.